# 大珀迪納鄉
44°27′N 23°01′E / 44.450°N 23.017°E
大珀迪納鄉（羅馬尼亞語：Comuna Pădina, Mehedinți），是羅馬尼亞的鄉份，位於該國西南部，由梅赫丁茨縣負責管轄，面積73平方公里，海拔高度263米，2007年人口1,607，人口密度每平方公里22人。